# Ruhr-Viadukt (Herdecke)
Der Ruhr-Viadukt zwischen Herdecke und Hagen-Vorhalle überquert als Eisenbahn-Viadukt die Ruhr und befindet sich in Nordrhein-Westfalen, Deutschland. Er markiert den Beginn des Harkortsees.

## Beschreibung
Die Gleise führen in 30 Metern Höhe mit 313 Metern Länge über den Fluss; 24.400 Kubikmeter Bruchstein und 12 Bögen mit einer Spannweite von jeweils 20 Metern waren dafür erforderlich. Das Bauwerk beschreibt im Grundriss eine leichte Kurve mit einem Radius von 380 Metern. Die Brückentrasse mit den darauf liegenden Gleisen hat ein Gefälle von 0,5 Prozent.

## Bau
Im Jahre 1879 wurde die Strecke als Teilstück der Bahnstrecke Düsseldorf-Derendorf–Dortmund Süd („Rheinische Strecke“) der ehemaligen Rheinischen Eisenbahn-Gesellschaft eingeweiht – eine technische Meisterleistung für die damalige Zeit. Der Bau des Viaduktes in den beschriebenen Dimensionen wurde notwendig, um im weiteren Verlauf der Strecke die Länge des Ender Tunnels möglichst kurz halten zu können. Der Anstieg der zugehörigen Bahnstrecke begann bereits am südlichen Fuß des Kaisberges mit ein Prozent; der Wunsch der planenden Ingenieure nach einer rechtwinkeligen Querung des Ruhrtales führte zu einer kurvenreichen Ausführung der gesamten Strecke auf diesem Abschnitt. Zum Bau wurde der in der Nähe anstehende Ruhrsandstein verwendet.

## Zerstörungen
Im Mai 1943 wurde ein Pfeiler des Viadukts bei der Zerstörung der Möhne-Sperrmauer durch die Operation Chastise von der folgenden Flutwelle weggerissen. Ein sich nähernder Personenzug konnte gerade noch 20 Meter vor der entstandenen Lücke anhalten.
1945 wurden zwei Bögen des Bauwerks von der Wehrmacht gesprengt. Der Viadukt wurde erst 1952 wieder aufgebaut, wobei er gerichtet werden musste, da durch den Einsturz der Gewölbe bei den Kriegszerstörungen der ganze Viadukt in Mitleidenschaft gezogen worden war. Erst 1957 konnten die ersten Züge den Viadukt überqueren.
Wer heute mit der Volmetal-Bahn auf der Strecke von Hagen nach Herdecke fährt, überquert die Ruhr immer noch auf der alten Strecke und kann die Aussicht genießen. Am südlichen Ende ist noch das Fundament einer Flakstellung erkennbar, mit der man den Viadukt im Zweiten Weltkrieg gegen Luftangriffe schützen wollte.